# Adur (dystrykt)
Adur – dystrykt w hrabstwie West Sussex w Anglii. Nazwa pochodzi od rzeki Adur.

## Miasta
- Shoreham-by-Sea
- Southwick

## Inne miejscowości
Coombes, Kingston by Sea, Lancing, Sompting.